# Liste der Stolpersteine in Bocholt
Die Liste der Stolpersteine in Bocholt enthält alle Stolpersteine, die im Rahmen des gleichnamigen Projekts von Gunter Demnig in Bocholt verlegt wurden. Mit ihnen soll an Opfer des Nationalsozialismus erinnert werden, die in Bocholt lebten und wirkten.

## Verlegte Stolpersteine
| Bild                                                      | Person, Inschrift | Adresse              | Verlege- datum | Weitere Informationen |
| --------------------------------------------------------- | --- | -------------------- | -------------- | --- |
| Stolperstein für Martha Silberschmidt geb. Lehmann        | Hier wohnte Martha Silberschmidt geb. Lehmann Jg. 1883 deportiert 1942 Theresienstadt ermordet 1943 in Treblinka                                                | Adenauerallee 39 ·   | 7. Feb. 2007   | |
| Stolperstein für Anna-Maria Löwenstein geb. Friedrichs    | Hier wohnte Anna-Maria Löwenstein geb. Friedrichs Jg. 1898 deportiert 1941 Riga ermordet 1944 in Stutthof                                                       | Bahnhofstraße 16 ·   | 24. Nov. 2009  | Anna-Maria Friedrichs wurde am 29. Oktober 1898 in Breslau geboren. Sie wurde am 13. Dezember 1941 ab Münster in das Ghetto Riga deportiert.                                                                           |
| Stolperstein für Paul Löwenstein                          | Hier wohnte Paul Löwenstein Jg. 1890 deportiert 1941 ermordet in Riga                                                                                           | Bahnhofstraße 16 ·   | 24. Nov. 2009  | Paul Löwenstein wurde am 11. September 1890 in Bocholt geboren. Er wurde am 13. Dezember 1941 ab Münster in das Ghetto Riga deportiert. Ohne Unterlagen wurde er für tot erklärt.                                      |
| Stolperstein für Aurelia Weyl                             | Hier wohnte Aurelia Weyl Jg. 1875 deportiert 1942 Theresienstadt ermordet 29.8.1942                                                                             | Bahnhofstraße 16 ·   | 24. Nov. 2009  | Aurelia Weyl wurde am 14. August 1875 in Holzminden geboren. Sie wurde am 31. Juli 1942 ab Münster mit dem Transport XI/1, č. 889 in das Ghetto Theresienstadt deportiert, dort wurde sie am 29. August 1942 ermordet. |
| Stolperstein für Hendrika Diesfeld geb. Wicherink         | Hier wohnte Hendrika Diesfeld geb. Wicherink Jg. 1870 eingewiesen 1943 Anstalt Weilmünster 'Heilanstalt’ Eichberg 1944 'Heilanstalt’ Hadamar 1944 ermordet 1944 | Bogenstraße 16 ·     | 7. Feb. 2007   | |
| Stolperstein für Oswald Ludwig                            | Hier wohnte Oswald Ludwig Jg. 1873 misshandelt von SA tot 1933                                                                                                  | Feldstraße 29 ·      | 7. Feb. 2007   | |
| Stolperstein für Werner Ludwig                            | Hier wohnte Werner Ludwig Jg. 1910 eingewiesen 1941 'Heilanstalt’ Eichberg ermordet 1942                                                                        | Feldstraße 29 ·      | 7. Feb. 2007   | |
| Stolperstein für Ernst Landau                             | Hier wohnte Ernst Landau Jg. 1909 deportiert 1941 ermordet in Riga                                                                                              | Friesenstraße 9 ·    | 24. Nov. 2009  | |
| Stolperstein für Leo Landau                               | Hier wohnte Leo Landau Jg. 1938 deportiert 1941 ermordet in Riga                                                                                                | Friesenstraße 9 ·    | 24. Nov. 2009  | |
| Stolperstein für Lila Landau geb. Sternberg               | Hier wohnte Lila Landau geb. Sternberg Jg. 1910 deportiert 1941 ermordet in Riga                                                                                | Friesenstraße 9 ·    | 24. Nov. 2009  | |
| Stolperstein für Meyer Landau                             | Hier wohnte Meyer Landau Jg. 1865 deportiert 1942 ermordet 1942 in Treblinka                                                                                    | Friesenstraße 9 ·    | 24. Nov. 2009  | |
| Stolperstein für Anna Löwenstein geb. Teutsch             | Hier wohnte Anna Löwenstein geb. Teutsch Jg. 1901 deportiert 1943 ermordet 1943 in Sobibor                                                                      | Hemdener Weg 11 ·    | 28. Jan. 2008  | |
| Stolperstein für Arnold Löwenstein                        | Hier wohnte Arnold Löwenstein Jg. 1935 deportiert 1943 ermordet 1943 in Sobibor                                                                                 | Hemdener Weg 11 ·    | 28. Jan. 2008  | |
| Stolperstein für Franz Löwenstein                         | Hier wohnte Franz Löwenstein Jg. 1938 deportiert 1943 ermordet 1943 in Sobibor                                                                                  | Hemdener Weg 11 ·    | 28. Jan. 2008  | |
| Stolperstein für Fritz Löwenstein                         | Hier wohnte Fritz Löwenstein Jg. 1898 deportiert ermordet 1944 in Warschau                                                                                      | Hemdener Weg 11 ·    | 28. Jan. 2008  | |
| Stolperstein für Julius Löwenstein                        | Hier wohnte Julius Löwenstein Jg. 1894 deportiert 1943 ermordet 1943 in Sobibor                                                                                 | Hemdener Weg 11 ·    | 28. Jan. 2008  | |
| Stolperstein für Meta Weiss geb. Löwenstein               | Hier wohnte Meta Weiss geb. Löwenstein Jg. 1892 deportiert 1943 Auschwitz ermordet                                                                              | Hemdener Weg 11 ·    | 28. Jan. 2008  | |
| Stolperstein für Wilhelmine Löwenstein, geb. Geisel       | Hier wohnte Wilhelmine Löwenstein geb. Geisel Jg. 1868 Flucht 1939 Holland tot 1943                                                                             | Hemdener Weg 11 ·    | 28. Jan. 2008  | |
| Stolperstein für Otto Landau                              | Hier wohnte Otto Landau Jg. 1901 deportiert 1941 ermordet 1943 in Riga                                                                                          | Hochfeldstraße 147 · | 28. Jan. 2008  | |
| Stolperstein für Adolf Blumenthal                         | Hier wohnte Adolf Blumenthal Jg. 1887 deportiert 1941 ermordet in Riga                                                                                          | Königstraße 9 ·      | 28. Jan. 2008  | |
| Stolperstein für Rachel Blumenthal geb. Roth verw. Zytnik | Hier wohnte Rachel Blumenthal geb. Roth verw. Zytnik Jg. 1901 deportiert 1941 Riga ermordet 1944 in Stutthof                                                    | Königstraße 9 ·      | 28. Jan. 2008  | |
| Stolperstein für Marianne Roth                            | Hier wohnte Marianne Roth Jg. 1868 deportiert 1941 Theresienstadt Treblinka Maly Trostinec ermordet 1942                                                        | Königstraße 9 ·      | 28. Jan. 2008  | |
| Stolperstein für Edith Zytnik                             | Hier wohnte Edith Zytnik Jg. 1932 deportiert 1941 ermordet in Riga                                                                                              | Königstraße 9 ·      | 28. Jan. 2008  | |
| Stolperstein für Manfred Zytnik                           | Hier wohnte Manfred Zytnik Jg. 1933 deportiert 1941 ermordet in Riga                                                                                            | Königstraße 9 ·      | 28. Jan. 2008  | |
| Stolperstein für Hermann Cohen                            | Hier wohnte Hermann Cohen Jg. 1887 deportiert 1942 Theresienstadt ermordet 1943                                                                                 | Ludgerusstraße 4 ·   | 7. Feb. 2007   | |
| Stolperstein für Sophia Mühlfelder geb. Clefffmann        | Hier wohnte Sophia Mühlfelder geb. Clefffmann Jg. 1875 deportiert 1942 Theresienstadt Treblinka Maly Trostinec ermordet 1942                                    | Ludgerusstraße 4 ·   | 7. Feb. 2007   | |
| Stolperstein für Emanuel Mühlfelder                       | Hier wohnte Emanuel Mühlfelder Jg. 1875 deportiert 1942 Theresienstadt Treblinka Maly Trostinec ermordet 1942                                                   | Ludgerusstraße 4 ·   | 7. Feb. 2007   | |
| Stolperstein für Amalie Markus geb.Meyer                  | Hier wohnte Amalie Markus geb. Meyer Jg. 1884 vor Deportation Flucht in den Tod 16.12.1941                                                                      | Ludgerusstraße 4 ·   | 28. Jan. 2008  | |
| Stolperstein für Leopold Markus                           | Hier wohnte Leopold Markus Jg. 1884 deportiert 1941 ermordet 1943 in Riga                                                                                       | Ludgerusstraße 4 ·   | 28. Jan. 2008  | |
| Stolperstein für Max Markus                               | Hier wohnte Max Markus Jg. 1891 deportiert 1941 ermordet 1943 in Riga                                                                                           | Ludgerusstraße 4 ·   | 28. Jan. 2008  | |
| Stolperstein für Josef Fehler                             | Hier wohnte Josef Fehler Jg. 1893 deportiert 1945 KZ Neuengamme tot 1945                                                                                        | Münsterstraße 4 ·    | 7. Feb. 2007   | Stolperstein Nr. 1 |
| Stolperstein für Simon Blumenthal                         | Hier wohnte Simon Blumenthal Jg. 1875 deportiert 1941 ermordet in Riga                                                                                          | Niederbruch 20 ·     | 24. Nov. 2009  | |
| Stolperstein für Hilde Metzger                            | Hier wohnte Hilde Metzger Jg. 1909 deportiert 1941 ermordet in Riga                                                                                             | Niederbruch 20 ·     | 24. Nov. 2009  | |
| Stolperstein für Isidor Metzger                           | Hier wohnte Isidor Metzger Jg. 1880 deportiert 1941 ermordet in Riga                                                                                            | Niederbruch 20 ·     | 24. Nov. 2009  | |
| Stolperstein für Selma Metzger                            | Hier wohnte Selma Metzger Jg. 1879 deportiert 1941 ermordet in Riga                                                                                             | Niederbruch 20 ·     | 24. Nov. 2009  | |
| Stolperstein für Regina Seif geb. Simoni                  | Hier wohnte Regina Seif geb. Simoni Jg. 1876 deportiert 1942 ermordet 1942 in Riga                                                                              | Nobelstraße 28 ·     | 28. Jan. 2008  | |
| Stolperstein für Salomon Seif                             | Hier wohnte Salomon Seif Jg. 1884 deportiert 1942 ermordet 1942 in Riga                                                                                         | Nobelstraße 28 ·     | 28. Jan. 2008  | |
| Stolperstein Bocholt Nordstraße 19 Kurt Herzfeld          | Hier wohnte Kurt Herzfeld Jg. 1913 Flucht 1938 Holland interniert Westerbork deportiert Drancy 1942 Auschwitz ermordet                                          | Nordstraße 19 ·      | 27. Juni 2019  | |
| Stolperstein Bocholt Nordstraße 19 Selma Herzfeld         | Hier wohnte Selma Herzfeld Jg. 1873 Flucht 1938 Holland versteckt gelebt befreit tot 7.5.1945                                                                   | Nordstraße 19 ·      | 27. Juni 2019  | |
| Stolperstein Bocholt Nordstraße 19 Moritz Stern           | Hier wohnte Moritz Stern Jg. 1891 Flucht 1938 Holland interniert Westerbork deportiert Drancy 1942 Auschwitz ermordet                                           | Nordstraße 19 ·      | 27. Juni 2019  | |
| Stolperstein Bocholt Nordstraße 19 Walter Stern           | Hier wohnte Walter Stern Jg. 1926 Flucht 1938 Holland versteckt gelebt befreit                                                                                  | Nordstraße 19 ·      | 27. Juni 2019  | |
| Stolperstein Bocholt Nordstraße 19 Hilde Stern-May        | Hier wohnte Hilde Stern-May geb. Stern Jg. 1902 Flucht 1938 Holland versteckt gelebt befreit                                                                    | Nordstraße 19 ·      | 27. Juni 2019  | |
| Stolperstein für Aurelia Landau, geb.Lorch                | Hier wohnte Aurelia Landau geb. Lorch Jg. 1902 Flucht 1943 Holland tot 1943                                                                                     | Ostmauer 3 ·         | 28. Jan. 2008  | |
| Stolperstein für Ruth Lorch                               | Hier wohnte Ruth Lorch Jg. 1923 deportiert 1942 Izbica ermordet                                                                                                 | Ostmauer 3 ·         | 28. Jan. 2008  | |
| Stolperstein für Bertold Löwenstein                       | Hier wohnte Bertold Löwenstein Jg. 1882 deportiert 1941 Ghetto Riga ermordet 1942                                                                               | Osterstraße 52 ·     | 28. Jan. 2008  | |
| Stolperstein für Martha Löwenstein geb. Löwenstein        | Hier wohnte Martha Löwenstein geb. Löwenstein Jg. 1896 deportiert 1941 Ghetto Riga ermordet 1942                                                                | Osterstraße 52 ·     | 28. Jan. 2008  | |
| Stolperstein für Luise Löwenstein                         | Hier wohnte Luise Löwenstein Jg. 1861 deportiert 1942 Theresienstadt ermordet 7.9.1942                                                                          | Schwartzstraße 14 ·  | 24. Nov. 2009  | |
| Stolperstein für Max Hochheimer                           | Hier wohnte Max Hochheimer Jg. 1882 deportiert 1941 Ghetto Riga ermordet 1944 KZ Buchenwald                                                                     | Weberstraße 23 ·     | 7. Feb. 2007   | |
| Stolperstein für Paul Hochheimer                          | Hier wohnte Paul Hochheimer Jg. 1922 deportiert 1941 Ghetto Riga KZ Buchenwald tot 1945 nach Befreiung                                                          | Weberstraße 23 ·     | 7. Feb. 2007   | |